# Leena Lehtolainen
Leena Lehtolainen (née le 11 mars 1964 à Vesanto en Savonie du Nord) est une femme de lettres finlandaise, spécialisée dans l'écriture de roman policier. Elle est surtout connue pour la série ayant pour héroïne la policière Maria Kallio.

## Biographie
Son premier roman est publié alors qu'elle n'a que 12 ans. Elle étudie la littérature à l'université d'Helsinki jusqu'en 1995, et écrit des romans policiers depuis 1993, notamment la série de huit titres ayant pour héroïne la policière Maria Kallio, une petite femme ordinaire aux cheveux roux, mais une professionnelle très volontaire, qui n'a pas sa langue dans sa poche, et qui doit composer, en dépit de ses importantes responsabilités au travail, avec les contraintes terre-à-terre de sa propre vie familiale. En Finlande, le personnage a été incarné dans un téléfilm par la comédienne Outi Mäenpää, dans une série télévisée par Minna Haapkylä et dans une mini-série par Birthe Wingren.
Depuis 2007, Leena Lehtolainen s'essaye à d'autres genres littéraires, mais elle crée aussi pour une trilogie policière le personnage du garde du corps et enquêteur Hijla Ilveskero en 2009. Pendant son temps libre cette  passionnée de musique pratique le chant, la guitare et le piano.
Leena Lehtolainen est mariée à Mikko Lensu et a deux enfants (Konsta Johannes, né en 1991 et Otso Olavi née en 1994). Elle vit à Degerby, commune d'Ingå.

## Prix
- Prix Vuoden johtolanka, 1997
- Médaille Espoo, 1997
- Prix du Grand Club du livre finlandais, 2000
- Prix Kirjapöllö 2002
- Prix du livre de sport de l'année (fi), 2010

## Œuvre

### Romans

#### SérieMaria Kallio
- (fi) Ensimmäinen murhani, Helsinki, Tammi, 1993 (ISBN 951-31-0159-2) Publié en français sous le titre Mon premier meurtre, traduit par Véronique Minder, Larbay, Gaïa, « Polar », 2004,  (ISBN 2-84720-040-1) ; réédition, Paris, J'ai lu, coll. « Policier » no 9547, 2011,  (ISBN 978-2-290-03121-6)
- (fi) Harmin paikka, Helsinki, Tammi, 1994 (ISBN 951-31-0335-8) Publié en français sous le titre La Poisse, traduit par Véronique Minder, Larbay, Gaïa, « Polar », 2006,  (ISBN 2-84720-081-9) ; réédition, Paris, J'ai lu, coll. « Policier » no 9626, 2011,  (ISBN 978-2-290-02733-2)
- (fi) Kuparisydän, Helsinki, Tammi, 1995 (ISBN 951-31-0612-8) Publié en français sous le titre Un cœur de cuivre, traduit par Véronique Minder, Larbay, Gaïa, « Polar », 2009,  (ISBN 978-2-84720-133-8) ; réédition, Paris, J'ai lu, coll. « Policier » no 9629, 2011,  (ISBN 978-2-290-02734-9)
- (fi) Luminainen, Helsinki, Tammi, 1996 (ISBN 951-31-0800-7) Publié en français sous le titre Femme de neige, traduit par Anne Colin Du Terrail, Larbay, Gaïa, « Polar », 2012,  (ISBN 978-2-84720-229-8)
- (fi) Kuolemanspiraali, Helsinki, Tammi, 1997 (ISBN 951-31-1077-X) Publié en français sous le titre La Spirale de la Mort, traduit par Anne Colin du Terrail, Larbay, Gaïa, « Polar », 2015,  (ISBN 978-2-84720-593-0)
- (fi) Tuulen puolella, Helsinki, Tammi, 1998 (ISBN 951-31-1289-6)
- (fi) Ennen lähtöä, Helsinki, Tammi, 2000 (ISBN 951-31-1879-7)
- (fi) Veren vimma, Helsinki, Tammi, 2003 (ISBN 951-31-2776-1)
- (fi) Rivo satakieli, Helsinki, Tammi, 2005 (ISBN 951-31-3386-9)
- (fi) Väärän jäljillä, Helsinki, Tammi, 2008 (ISBN 978-951-31-4288-9)
- (fi) Minne tytöt kadonneet, Helsinki, Tammi, 2010 (ISBN 978-951-31-5625-1)
- (fi) Rautakolmio, Helsinki, Tammi, 2013 (ISBN 978-951-31-7509-2)
- (fi) Surunpotku, Helsinki, Tammi, 2015 (ISBN 978-951-31-8527-5)
- (fi) Viattomuuden loppu, Helsinki, Tammi, 2017 (ISBN 978-951-31-9669-1)
- (fi) Jälkikaiku, Helsinki, Tammi, 2020 (ISBN 978-952-04-1258-6)

#### SérieHijla Ilveskero
- (fi) Henkivartija (kirja), Helsinki, Tammi, 2009 (ISBN 978-951-31-4530-9) Publié en français sous le titre Le Lynx, traduit par Véronique Minder, Paris, Hachette, coll. « Black Moon Thriller », 2013,  (ISBN 978-2-01-203401-3)
- (fi) Oikeuden jalopeura, Helsinki, Tammi, 2011 (ISBN 978-951-31-6219-1) Publié en français sous le titre La Loi du lion, traduit par Véronique Minder, Paris, Hachette, coll. « Black Moon Thriller », 2013,  (ISBN 978-2-01-203402-0)
- (fi) Paholaisen pennut, Helsinki, Tammi, 2012 (ISBN 978-951-31-6827-8)
- (fi) Tiikerinsilmä, Helsinki, Tammi, 2016 (ISBN 978-951-31-9098-9)
- (fi) Ilvesvaara, Helsinki, Tammi, 2021 (ISBN 978-952-04-2772-6)

#### Autres romans
- (fi) Ja äkkiä onkin toukokuu, Helsinki, Tammi, 1976 (ISBN 951-30-3682-0)
- (fi) Kitara on rakkauteni, Helsinki, Tammi, 1981 (ISBN 951-30-5305-9)
- (fi) Tappava säde, Helsinki, Tammi, 1999 (ISBN 951-31-1505-4)
- (fi) Kun luulit unohtaneesi, Helsinki, Suuri suomalainen kirjakerho, 2002 (ISBN 951-643-997-7)
- (fi) Jonakin onnellisena päivänä, Helsinki, Tammi, 2004 (ISBN 951-31-3089-4)
- (fi) Luonas en ollutkaan, Helsinki, Tammi, 2007 (ISBN 978-951-31-3861-5)
- (fi) Taitoluistelun lumo, Helsinki, Paasilinna, 2010 (ISBN 978-952-5856-10-1)
- (fi) Kuusi kohtausta Sadusta, Helsinki, Tammi, 2014 (ISBN 978-951-31-8028-7)
- (fi) Tappajan tyttöystävä ja muita rikoksia, Helsinki, Tammi, 2018 (ISBN 978-951-31-9989-0)
- (fi) Valapatto, Helsinki, Tammi, 2019 (ISBN 978-952-04-0829-9)
- (fi) Joulupukin suudelma, Helsinki, Tammi, 2021 (ISBN 978-952-04-3357-4)
- (fi) Antti Ruuskanen – Rätingin paikka, Helsinki, Tammi, 2022 (ISBN 978-952-04-3698-8)

### Recueils de nouvelles
- (fi) Sukkanauhatyttö ja muita kertomuksia, Helsinki, Tammi, 2001 (ISBN 951-31-2158-5)
- (fi) Viimeinen kesäyö ja muita kertomuksia, Helsinki, Tammi, 2006 (ISBN 951-31-3709-0)

## Adaptations

### Au cinéma
- 2004 : Levottomat 3, film finlandais réalisé par Minna Virtanen, d'après une nouvelle de Leena Lehtolainen

### À la télévision
- 2002 : Tappava säde, téléfilm finlandais réalisé par Heidi Köngas, avec Outi Mäenpää dans le rôle de l'inspectrice Maria Kallio.
- 2003 : Rikospoliisi Maria Kallio, série télévisée finlandaise en 13 épisodes de 45 minutes, avec Minna Haapkylä dans le rôle de l'inspectrice Maria Kallio.
- 2003 : Gränsfall, mini-série suédo-finlandaise en 3 épisodes de 45 minutes, avec Birthe Wingren dans le rôle de l'inspectrice Maria Kallio.